# Viviana Márton
Viviana Márton (Santa Cruz de Tenerife, 16 febbraio 2006) è una taekwondoka ungherese, campionessa olimpica a Parigi 2024 nella categoria 67 kg femminile.

## Biografia
Figlia di Zsolt e Barbara Márton, è nata sull'isola spagnola di Tenerife, dove i suoi genitori si erano trasferiti dall'Ungheria nei primi anni 2000. Nel 2018 si trasferisce con la famiglia a Madrid.
Ha una sorella gemella, Luana, anch'essa taekwondoka.

## Carriera
Nel 2018 diviene allieva del taekwondoka finlandese Suvi Mikkonen, presso l'Hankuk International School di Madrid.
Nel 2021 ha trionfato ai Campionati Europei Juniores di Taekwondo a Sarajevo, battendo la greca Theopoula Sarvanaki nella finale della categoria 63 kg. Nell'edizione successiva tenutasi a Tallinn si aggiudica il secondo titolo consecutivo nella categoria 63 kg.
Partecipa ai Campionati europei under-21 del 2023 a Bucarest aggiudicandosi il titolo nella finale della categoria 62 kg disputata contro la sorella Luana.
Ottiene la medaglia d'oro nella categoria 67 kg alle olimpiadi parigine del 2024, vincendo la finale contro la serba Aleksandra Perišić. Durante i festeggiamenti in seguito alla vittoria olimpica ha esibito la bandiera delle Isole Canarie, per omaggiare la terra dove ha trascorso la sua infanzia.

## Palmarès
| Anno | Manifestazione   | Sede     | Categoria | Risultato |
| ---- | ---------------- | -------- | --------- | --------- |
| 2021 | Europei Juniores | Sarajevo | -63 kg    | Oro       |
| 2023 | Europei Juniores | Tallin   | -63 kg    | Oro       |
| 2023 | Europei U21      | Bucarest | -62 kg    | Oro       |
| 2024 | Giochi olimpici  | Parigi   | -67 kg    | Oro       |